# Сферический дизайн
Сферическая дизайн —  набор из {\displaystyle N} точек на d-мерной сфере {\displaystyle \mathbb {S} ^{d}}, такой, что среднее значение любого многочлена {\displaystyle f} степени {\displaystyle t} или меньше по точкам набора равно среднему значению {\displaystyle f} по сфере.
Эта конструкция даёт особый тип кубатурных формул.
Сферические дизайны полезны в теории приближений, в статистике для проектирования экспериментов, в комбинаторике и в геометрии.
Основная вопрос в нахождении примеров для данных {\displaystyle d} и {\displaystyle t}, при не слишком большом {\displaystyle N}.

## Существование
Существование и структура дизайнов на окружности изучались Хонгом.
Вскоре после этого Сеймур и Заславский доказали, существование дизайнов с достаточно большим числом точек.
То есть при заданных натуральных числах {\displaystyle d} и {\displaystyle t} существует число {\displaystyle N(d,t)}, такое, что для каждого {\displaystyle N\geqslant N(d,t)} на {\displaystyle \mathbb {S} ^{d}} найдётся сферический {\displaystyle t}-дизайн из {\displaystyle N} точек.
Однако их доказательство не позволяло явно оценить значение {\displaystyle N(d,t)}. 
В 2013 году Бондаренко, Радченко и Вязовская  получили асимптотическую верхнюю границу {\displaystyle N(d,t)<C_{d}t^{d}} для всех натуральных чисел {\displaystyle d} и {\displaystyle t}.
Она соответствует нижней границе, первоначально заданной Дельсартом, Геталсом и Зайделем.

## Внешние ссылки
- Сферические t-дизайны для различных значений {\displaystyle N} и {\displaystyle t} можно найти на веб-сайте Нила Слоуна и Роберта Уомерсли.